# Rainer Hauck
Rainer Hauck (* 16. Januar 1978) ist ein deutscher Fußballspieler.

## Karriere
Hauck kam 1993 als Jugendlicher zum 1. FC Kaiserslautern und spielte ab 1997 für dessen Amateure.
In der Saison 2000/01 stand der Abwehrspieler im Profikader des FCK und absolvierte unter Trainer Andreas Brehme, der in dieser Zeit einige junge Spieler Erstligaerfahrung sammeln ließ, zwei Spiele in der Bundesliga. Am 11. und 12. Spieltag kam er zum Einsatz, bei seinem Debüt auf dem heimischen Betzenberg gegen den FC Schalke 04 spielte er sogar über die vollen 90 Minuten.
2001/02 spielte er dann wieder ausschließlich für die zweite Mannschaft der Roten Teufel und wechselte ein Jahr später nach Luxemburg zu F91 Düdelingen. 2004 ging er zu Wormatia Worms, wo er es in zwei Jahren in der Oberliga Südwest auf 46 Spiele und vier Platzverweise brachte. Seit 2006 spielte er für den zwischenzeitlichen Ligakonkurrenten der Wormatia in der Oberliga, SC Hauenstein. Hier flog er in der Saison 2008/09 weitere zweimal, und in der Saison 2009/10 ein weiteres Mal (am 3. April 2010 beim 1:3 in Auersmacher wegen Notbremse) vom Platz, womit er in der Oberliga Südwest nun mindestens siebenmal vorzeitig zum Duschen geschickt wurde. Zur Saison 2010/11 wechselte Hauck zum Landesligisten ASV Fußgönheim.

## Statistik
| Liga          | Spiele (Tore) |
| ------------- | ------------- |
| 1. Bundesliga | 02 (0)        |
| Regionalliga  | 83 (1)        |

Hinzu kommen Einsätze in der Oberliga.